# Yasuharu Takanashi
Yasuharu Takanashi (jap. 高梨 康治 Takanashi Yasuharu; ur. 13 kwietnia 1964 w Tokio) – japoński kompozytor specjalizujący się w komponowaniu ścieżek dźwiękowych do anime i gier.

## Życiorys
Takanashi stworzył ścieżki dźwiękowe do wielu serii anime. Najbardziej znany jest jako kompozytor ścieżki dźwiękowej do serii Naruto Shippūden oraz Fairy Tail. Muzyka jest tworzona głównie w oparciu o tradycyjne instrumenty, czasami połączone z gitarą elektryczną i instrumentami klawiszowymi.

## Twórczość[2]
| Tytuł                                 | Rok       |
| ------------------------------------- | --------- |
| Bakuten Shoot Beyblade G Revolution   | 2002      |
| Shin Hokuto no Ken (OVA)              | 2003      |
| Gantz                                 | 2004      |
| Soreike! Zukkoke Sanningumi           | 2004      |
| Idaten Jump                           | 2005      |
| Jigoku shōjo                          | 2006      |
| Yamato nadeshiko Shichi Henge         | 2006      |
| Jigoku shōjo futakomori               | 2007      |
| Toward the Terra                      | 2007      |
| Naruto: Shippūden                     | 2007      |
| Mononoke                              | 2007      |
| Seto no hanayome                      | 2007      |
| Tori no uta (OVA)                     | 2007      |
| Ikki Tōsen: Dragon Destiny            | 2007      |
| Itazura na Kiss                       | 2008      |
| Ikki Tōsen: Great Guardians           | 2008      |
| Naruto Shippūden 2: Kizuna            | 2008      |
| Wagaya no Oinari-sama                 | 2008      |
| Jigoku shōjo mitsuganae               | 2008      |
| Konnichiwa Anne                       | 2009      |
| Pretty Cure                           | 2009–2012 |
| Fairy Tail                            | 2009      |
| Shiki                                 | 2010      |
| Beelzebub (wspólnie z Kenji Fujisawą) | 2011–2012 |
| Carnival Phantasm (OVA)               | 2011      |
| The Ambition of Nobuna Oda            | 2012      |
| Sailor Moon Crystal                   | 2014      |